# 埃爾埃希多 (洛斯桑托斯區)
埃爾埃希多（西班牙語：El Ejido），是巴拿馬的城鎮，位於該國中南部，由洛斯桑托斯省的洛斯桑托斯區負責管轄，該鎮在2017年5月2日從聖安娜分出，2017年人口估計約1,280。